# Bakumatsu
Se denomina Bakumatsu (幕末 Shogunato Tokugawa Tardío?) a los sucesos que comprenden los últimos años del periodo Edo de la historia de Japón, cuando el shogunato Tokugawa llegaba a su fin. Esta etapa está delimitada por los grandes acontecimientos ocurridos entre los años de 1853 y 1867, cuando Japón terminó su política de aislamiento conocida como sakoku, y se produjo la transición del feudalismo bajo el mando de la figura del Shogun, comenzando el período Meiji.
La mayor división político-ideológica durante este período fue entre los ishin shishi, un incipiente nacionalismo antioccidental que creció entre los Tozama-daimio («señores externos») y el gobierno del Shogun, incluyendo el cuerpo de élite Shinsengumi, que se produjo tras la llegada del Comodoro Matthew Perry a costas japonesas.
Finalmente, los clanes de Satsuma y de Chōshū se rebelarían contra el régimen Tokugawa, que aun contando con numerosas fuerzas, vio cómo un número creciente de sus antiguos vasallos se unían a la rebelión.
El punto decisivo del Bakumatsu fue la guerra boshin y la batalla de Toba-Fushimi, cuando las fuerzas del Shogun fueron finalmente derrotadas por los partidarios del emperador.

## Tratado de paz y amistad (1854)

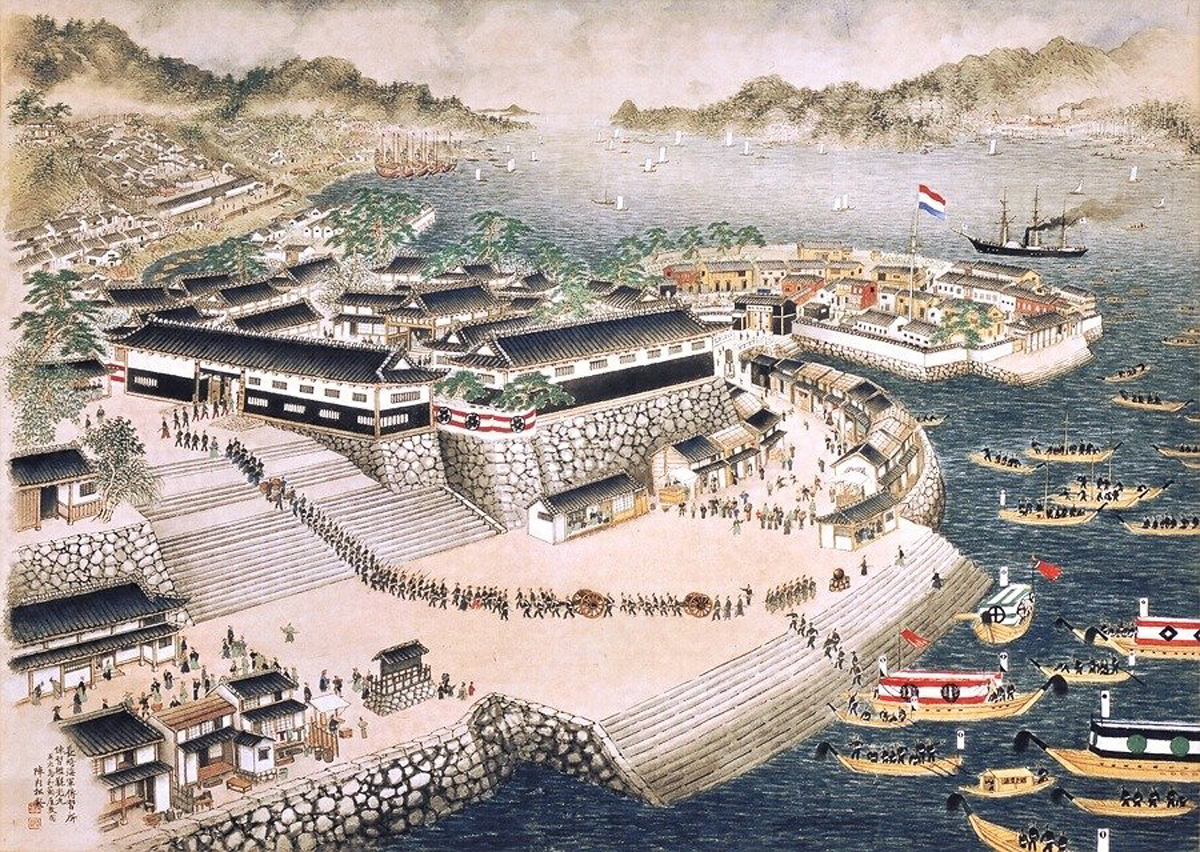
El Centro de entrenamiento naval Nagasaki, en Nagasaki, cerca de Dejima.

Cuando el comodoro Matthew Perry de la Armada de los Estados Unidos apareció en la Bahía de Edo (actual Bahía de Tokio) en julio de 1853, el bakufu (shogunato) entró en una situación caótica. El entonces presidente de los concejales mayores, Abe Masahiro (1819-1857) fue designado como el responsable de tratar con los estadounidenses. Sin tener experiencia en el manejo de asuntos de seguridad nacional, trató de conciliar los deseos de los concejales de acordar con los extranjeros, los del emperador que quería mantener a los extranjeros fuera, y el de los regidores feudales (daimio) que querían ir a la guerra. Así, aunque careciendo de consenso, Masahiro decidió comprometerse aceptando las demandas del comodoro Perry para abrir el Japón al comercio exterior, al mismo tiempo que tomaba precauciones militares. En marzo de 1854, la Convención de Amnistía (o tratado de Kanagawa) mantuvo la prohibición al comercio, pero abrió tres puertos (Nagasaki, Shimoda y Hakodate) a los barcos balleneros estadounidenses que buscaban provisiones, garantizando un buen trato a sus tripulaciones y permitiendo que un cónsul de los Estados Unidos residiera en Shimoda, un puerto en la Península de Izu, al sureste de Edo.

### Problemas políticos y modernización

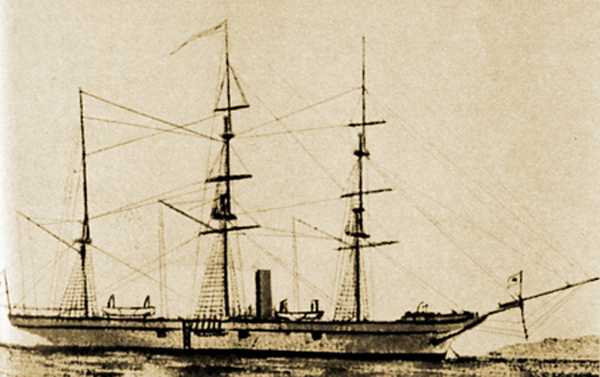
Barco de guerra japonés Kanrin Maru, primer barco de guerra a vapor propulsado por hélices de la flota japonesa, 1855.

El daño resultante al bakufu fue significativo. El debate sobre políticas de gobierno era inusual y había generado críticas públicas. Con la esperanza de ganar el apoyo de nuevos aliados, Abe Masahiro, ante la consternación de los Fudai-daimio, había negociado con los Shinpan y Tozama daimio, minando aún más al ya debilitado gobierno.
En la llamada "Reforma Ansei" (1854-1856), Masahiro trató de fortalecer al régimen, comprando barcos de guerra y armamento a los Países Bajos, y construyendo nuevas defensas portuarias. En 1855, con asistencia de los Países Bajos, el Shogun adquirió su primer barco de guerra a vapor, el Kankō Maru, que fue usado para entrenamiento, y fundó el "Centro de entrenamiento naval Nagasaki" con instructores neerlandeses, así como también estableció una escuela militar al estilo occidental en Edo, adquiriendo en 1857, el primer barco de guerra a vapor propulsado a hélice, el Kanrin Maru. El conocimiento científico de la preexistente fundación de "conocimiento occidental" o "rangaku" fue en gran medida ampliado.
La oposición contra Abe Masahiro creció rápidamente, principalmente en los círculos fudai, que se oponían a abrir consejos bakufu al Tozama-daimio; siendo reemplazado en 1855 como presidente de los concejales por Hotta Masayoshi (1810-1864). A la cabeza de la facción de los disidentes estaba Tokugawa Nariaki, que había mantenido una larga fidelidad al emperador, junto con un sentimiento xenófobo, y el cual en 1854 fue puesto a cargo de la defensa nacional. La escuela de Mito (Mitogaku), estaba basada en principios del Neoconfucionismo y del sintoísmo, y su meta era la restauración de las instituciones imperiales y el consecuente rechazo a Occidente.

## Tratados de Amistad y Comercio (1858)

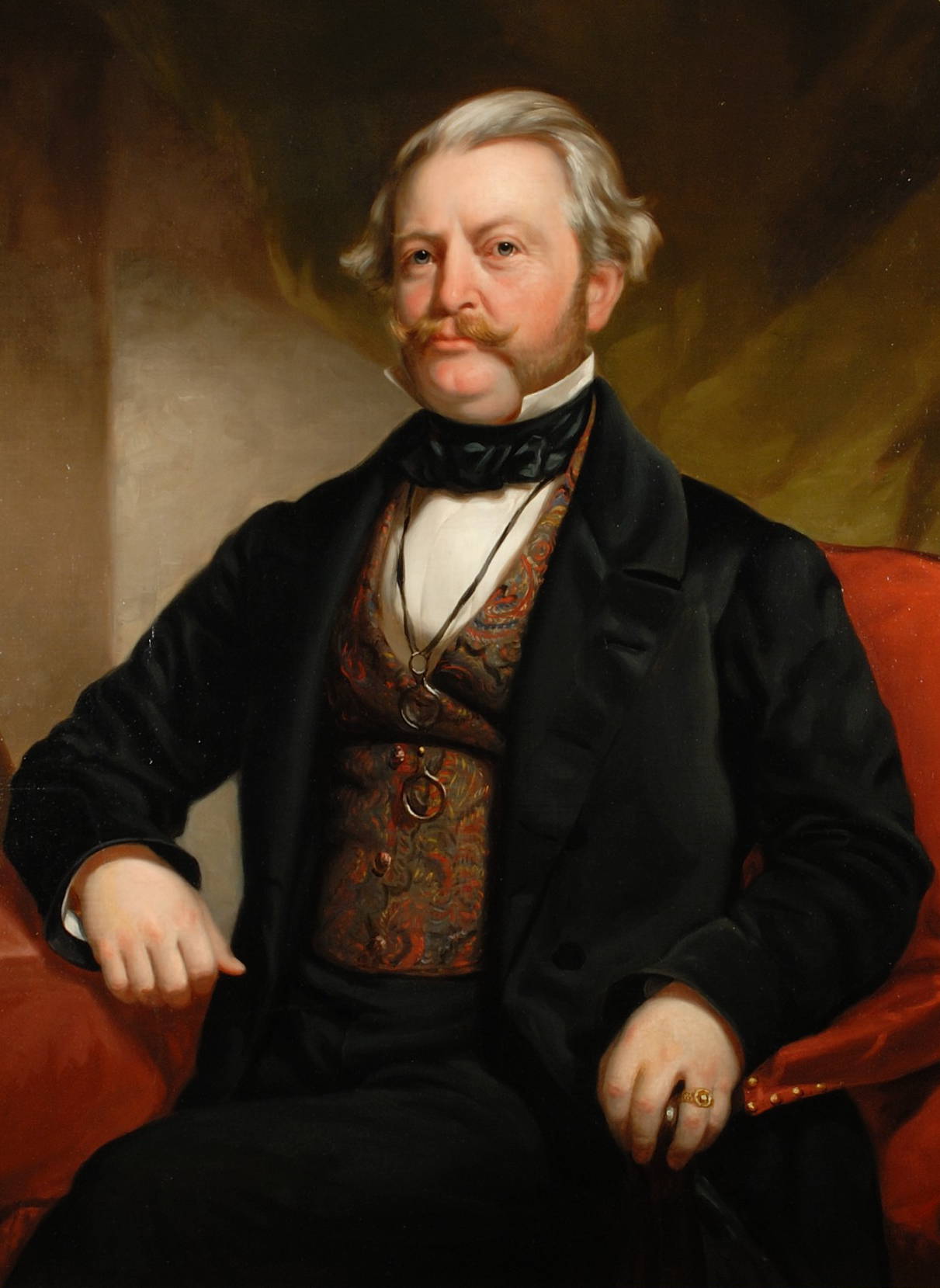
Townsend Harris negoció el "Tratado de amistad y comercio" en 1858, abriendo Japón a la influencia extranjera y el comercio, bajo condiciones desiguales.

Posterior a la nominación de Townsend Harris como cónsul de Estados Unidos en Japón en 1856 y de dos años de intensas negociaciones, el 
Tratado de amistad y comercio Estados Unidos-Japón fue firmado en 1858 y puesto en práctica a mediados de 1859. En un importante golpe diplomático, Harris que había señalado constantemente sobre el agresivo colonialismo de Francia y Gran Bretaña contra China en la actual segunda guerra del Opio (1856-1860), sugirió que estas naciones no dudarían en ir a la guerra contra Japón también, a lo que los EE. UU. ofrecieron protección, a cambio de la ratificación de sus propuestas. Los puntos más importantes del tratado eran:
- Libre intercambio de agentes diplomáticos.
- Los puertos de Edo, Kobe, Nagasaki, Niigata y Yokohama se abrirían al comercio extranjero.
- Libertad de residencia y comercio (salvo en opio) en esos puertos para los ciudadanos estadounidenses.
- Extraterritorialidad para los residentes extranjeros —sometidos a sus propias leyes en lugar del sistema de leyes japonés—.
- Fijación de bajos aranceles aduaneros a la importación-exportación, sujeto a control internacional (se llegó a un 5% durante la década de 1860).
- Autorización al gobierno japonés para comprar armas y barcos en los Estados Unidos (en 1862 tres barcos a vapor de origen estadounidense fueron entregados a Japón).

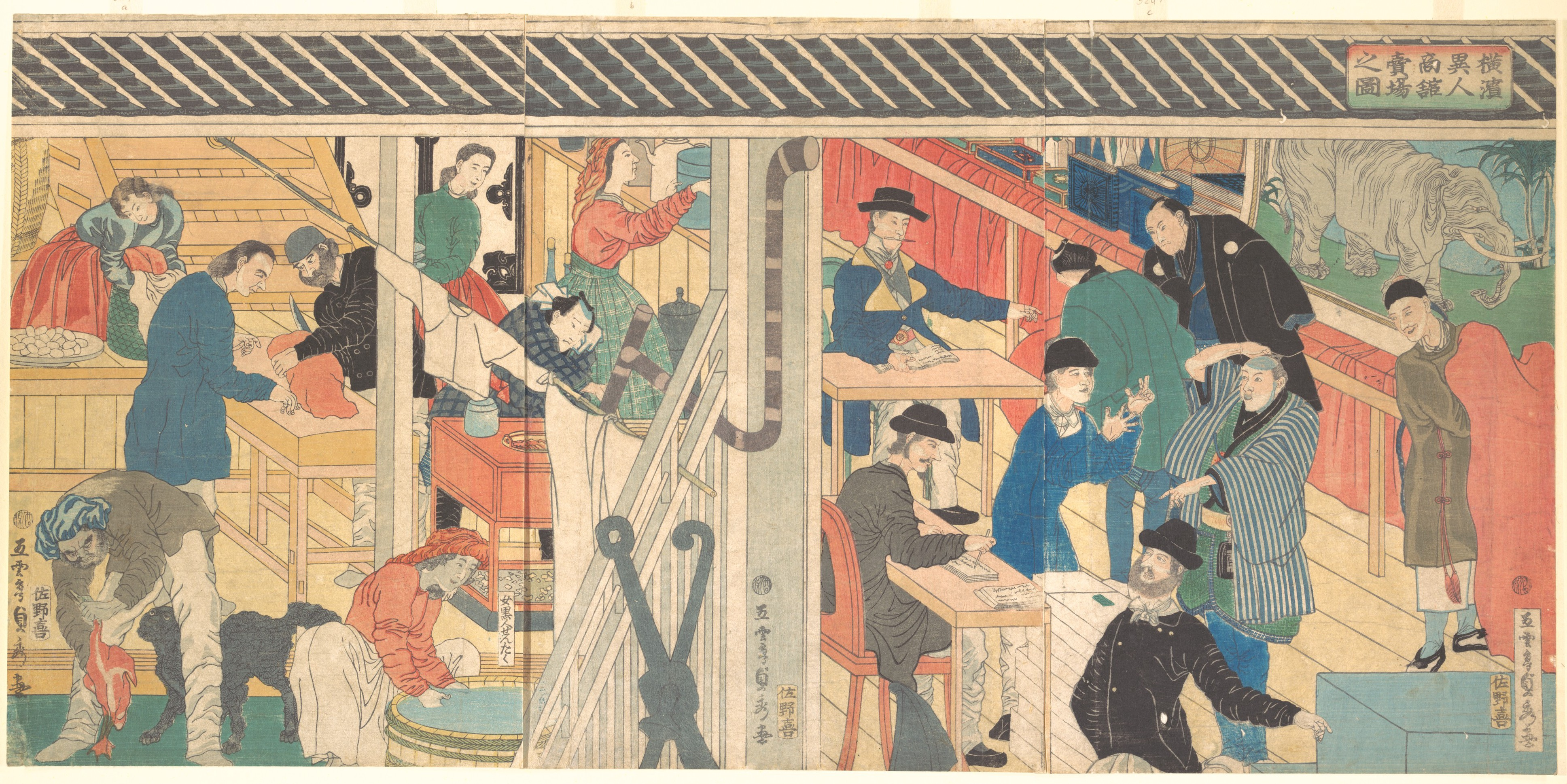
Una casa de comercio en 1861.

Japón también fue forzado a aplicar estas leyes a cualquier otro país extranjero en virtud del principio de la nación más favorecida, por lo que pronto diversas naciones extranjeras siguieron el juego y obtuvieron tratados con Japón (que serían llamados los "Tratados Ansei de las cinco potencias"), los cuales eran: con los Estados Unidos el "Tratado de amistad y comercio Estados Unidos-Japón", firmado el 29 de julio; con los Países Bajos el "Tratado de amistad y comercio entre los Países Bajos y el Japón", firmado el 18 de agosto; con Rusia el "Tratado de amistad y comercio entre Rusia y Japón", firmado el 19 de agosto; con Inglaterra el "Tratado Anglo-Japonés de amistad y comercio", firmado el 26 de agosto y con Francia el "Tratado de amistad y comercio entre Francia y Japón" firmado el 9 de octubre, todos en el mismo año de 1858.
Al mismo tiempo, se abrieron rápidamente un gran número de casas de comercio y consulados extranjeros en estos puertos.

## Crisis y conflicto

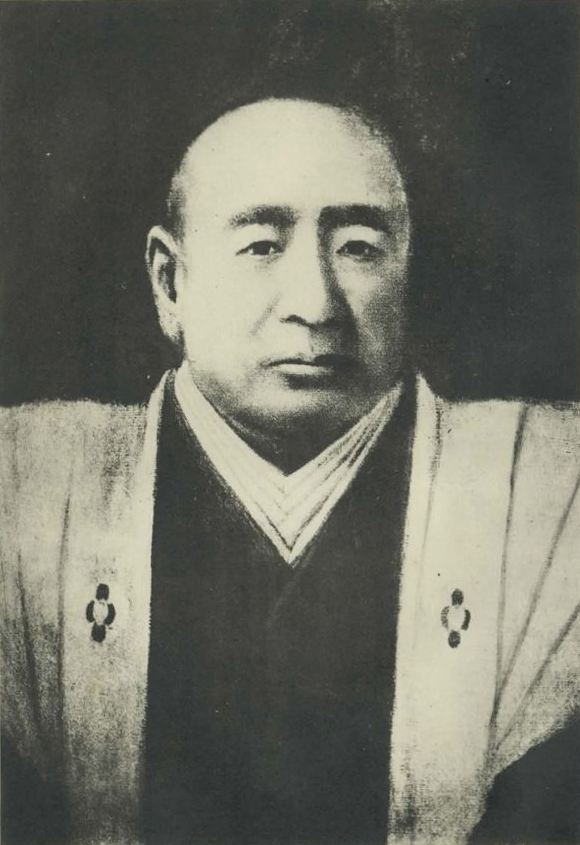
Hotta Masayoshi (1810-1864).

### Crisis política
Hotta Masayoshi perdió el apoyo clave de los daimio y cuando Tokugawa Nariaki, el más importante de ellos, se opuso al nuevo tratado, Hotta buscó la sanción imperial, la que los oficiales de la corte, percibiendo la inminente debilidad del bakufu, rechazaron, acto que resultó en su renuncia y el repentino interés de Kioto y del Emperador en las políticas internas de Japón por primera vez en varios siglos. Cuando el Shogun murió sin un heredero, Nariaki apeló a la corte para apoyo de su propio hijo, Tokugawa Yoshinobu (o Keiki), para Shogun, un candidato favorecido por los daimio Shinpan y Tozama. El fudai que ganó la lucha de poder fue Ii Naosuke quien firmó los tratados de las cinco potencias y también mandó arrestar a Nariaki y ejecutar a Yoshida Shōin, un intelectual que se había opuesto al tratado norteamericano y quien planeó una revolución en contra del bakufu), entre otros opositores. A este acontecimiento también se le conoce como la "Purga de Ansei".

### Modernización, crisis económica y agitación

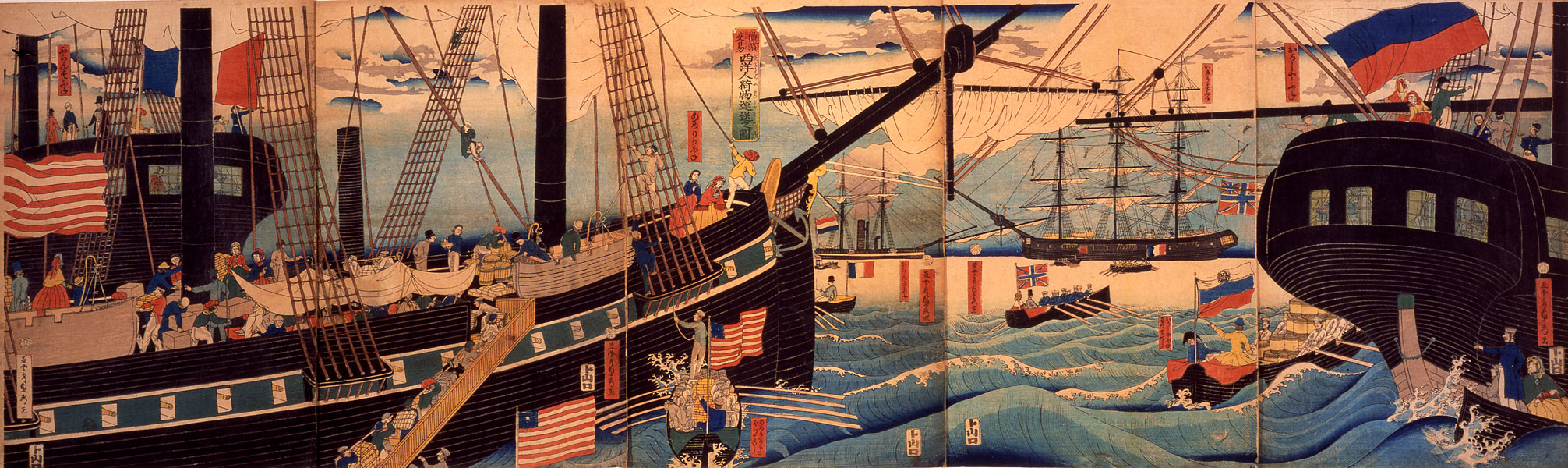
Navíos extranjeros en el puerto de Yokohama.

La apertura de Japón al descontrolado comercio extranjero trajo consigo una inmensa inestabilidad económica, pues mientras que algunos empresarios prosperaban, muchos más quebraban. Desempleo y roce, así como también inflación, fueron algunas de las consecuencias. Coincidentemente, productores importantes también incrementaron el precio de la comida desmesuradamente y ocurrieron numerosos incidentes entre comerciantes extranjeros temerarios, que eran calificados como la "basura del planeta" por los diplomáticos contemporáneos y japoneses.
El sistema monetario japonés también se vino abajo. Tradicionalmente, el rango japonés de intercambio entre la plata y el oro era de 1:5, mientras que los rangos internacionales eran de 1:15. Esto llevó a la compra masiva de oro por los extranjeros, lo que inevitablemente condujo a Japón a devaluar su economía.
Los extranjeros también trajeron la bacteria del cólera a Japón, el cual rápidamente se expandió, creando una epidemia que ocasionó la muerte de cientos de personas.
Durante los años de 1860, las sublevaciones campesinas (hyakushō ikki) y disturbios urbanos (uchikowashi) se incrementaron. El movimiento de la "Renovación mundial" (Yonaoshi ikki), así como los movimientos fanáticos como el Eejanaika ("No es esto grandioso!") también crecieron rápidamente.
Varias misiones fueron enviadas al extranjero por el bakufu para aprender de la civilización occidental, revisar tratados desiguales, y retrasar la apertura de puertos al comercio extranjero. Estos esfuerzos fueron en gran parte un fracaso.
Un cuerpo diplomático a los Estados Unidos fue enviado en 1860, a bordo del barco de guerra japonés Kanrin Maru y el USS Powhatan. Un primer cuerpo diplomático a Europa fue enviado en 1862.

### Asesinato de extranjeros y conflicto abierto

El llamado "Incidente Richardson", según una representación pintada sobre madera que data del en Japón. Charles Lennox Richardson está en el centro de la escena.

La violencia hacia los extranjeros y aquellos con quienes comerciaban se incrementó a principios de 1860. Ii Naosuke, quien había firmado con Harris el Tratado de comercio con los EE. UU. y había tratado de eliminar a aquellos que se oponían a la occidentalización, fue asesinado en marzo de 1860 en Sakuradamon. Henry Heusken, el traductor neerlandés de Harris, también fue asesinado por miembros fanáticos de un clan rōnin antioccidental en enero de 1861, también en ese mismo año el consulado británico en Edo fue incendiado, ataque que resultó en 2 muertes. Durante ese periodo, la agitación fue tal que aproximadamente un extranjero era asesinado cada mes, caos que alcanzó su punto cumbre durante septiembre de 1862, cuando ocurrió el llamado "Incidente Richardson", que forzaría a las naciones extranjeras a tomar acciones decisivas para proteger sus intereses y garantizar la aplicación de lo propuesto en los tratados. En mayo de 1863, el consulado norteamericano en Edo también fue incendiado, hecho que finalmente hizo estallar a las naciones extranjeras.
La oposición beligerante a los occidentales pronto se convirtió en un conflicto abierto cuando el Emperador Kōmei, rompiendo con siglos de tradición imperial, comenzó a tener un rol activo en materia de estado y el 11 de abril de 1863 publicó, la Orden de expulsión de los bárbaros   (攘夷実行の勅命?). El clan Shimonoseki Chōshū, bajo el control del señor Mori Takachika, siguiendo la orden, comenzó a tomar acciones para expulsar a los extranjeros, fijando come fecha límite el 10 de mayo (del calendario lunar), para acabar con todos ellos. Desafiando abiertamente al Shogun, Takachika ordenó a todas sus fuerzas atacar sin previo aviso a cualquier barco extranjero que atravesase el Estrecho de Shimonoseki.
Bajo la presión del emperador, el Shogun también fue forzado a publicar una declaración que promulgara el fin de las relaciones con los extranjeros, la orden fue enviada a las diversas legaciones por Ogasawara Zusho no Kami el 24 de junio de 1863:

"Las órdenes del Taikun, recibidas desde Kioto, establecen que se cierren los puertos y se expulsen a los extranjeros, pues nuestros ciudadanos no desean involucrarse con nación extranjera alguna."
Misiva de Ogasawara Dzusho no Kami, 24 de junio de 1863, Mención en A Diplomat in Japan de Ernest Satow, pag. 75

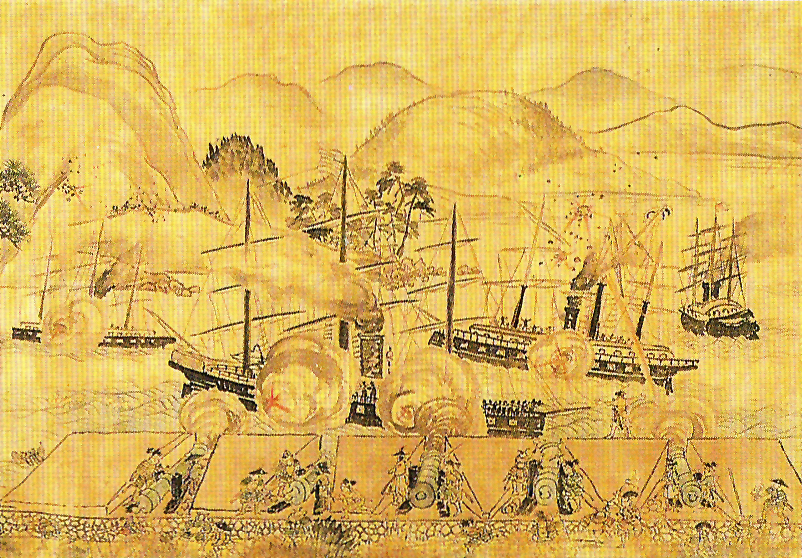
Cañones japoneses disparando a los navíos occidentales en Shimonoseki en 1863. Pintura japonesa.

El Teniente-Coronel Neale, entonces ministro británico en Japón, respondió en términos muy fuertes:

"Este es, de hecho, una declaración de guerra por parte de Japón mismo contra el conjunto de los estatutos del tratado, y a consecuencias de los cuales, si no es inmediatamente cesado, tendrá que expiar por el más severo y merecido castigo"
Edward Neale, 24 de junio de 1863. Mención en A Diplomat in Japan de Ernest Satow, pag. 77

Un segundo cuerpo diplomático a Europa fue enviado en diciembre de 1863, con la misión de obtener el apoyo europeo para restaurar la anterior política de cierre al comercio exterior de Japón, y especialmente de parar el acceso de extranjeros al puerto de Yokohama. La misión resultó un total fracaso, pues los países europeos no vieron ninguna ventaja en apoyar aquella proposición.

## Intervenciones militares en Japón (1863-1865)
La influencia estadounidense, tan importante al principio, se desvaneció después de 1861 a causa de la guerra civil estadounidense (1861-1865). EE. UU. fue reemplazado por los británicos, los neerlandeses y franceses.
Los dos cabecillas principales de la oposición al bakufu eran los clanes de Chōshū y Satsuma, directamente involucrados en los ataques al comercio extranjero en Shimonoseki (Chōshū) y en el asesinato de Richardson (Satsuma). Como el bakufu se declaró incapaz de aplacarlos, las fuerzas aliadas decidieron montar expediciones militares por su cuenta.

### Intervención estadounidense (julio de 1863)

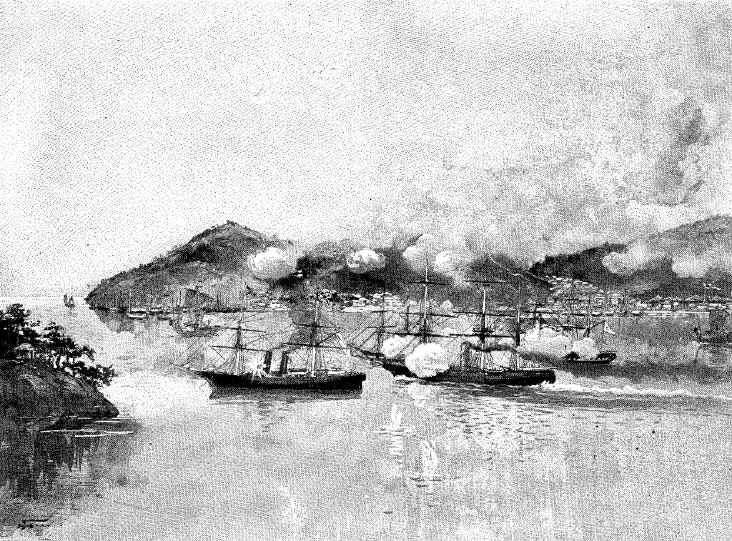
La USS Wyoming enfrentándose en los Estrechos Shimonoseki a los barcos de guerra a vapor de Chōshū.

En la mañana del 16 de julio de 1863, bajo sanción del ministro Pruyn, en una aparente rápida respuesta a un ataque perpetrado a los estadounidenses en Pembroke, la fragata USS Wyoming bajo el mando del Capitán McDougal partió rumbo al estrecho de Shimonoseki y enfrentó directamente a la débil flota rebelde (la cual estaba conformada por los barcos que ellos mismos les habían dado en 1862). Después de casi dos horas de combate sin que nadie cediera, McDougal finalmente hundió uno de los barcos y daño gravemente a los otros dos, junto con unas cuarenta bajas japonesas, mientras que la Wyoming sufrió extensivos daños junto con unos catorce tripulantes muertos o heridos.

### Intervención francesa (agosto de 1863)
Tras las negociaciones de McDougal, dos semanas después, una fuerza francesa de ataque compuesta por dos barcos de guerra, el Tancrède y el Dupleix y 250 hombres bajo el mando del capitán Benjamin Jaurès entraron a Shimonoseki y arrasaron un pequeño poblado junto con un emplazamiento de artillería, por lo menos.

### Bombardeo británico de Kagoshima (agosto de 1863)

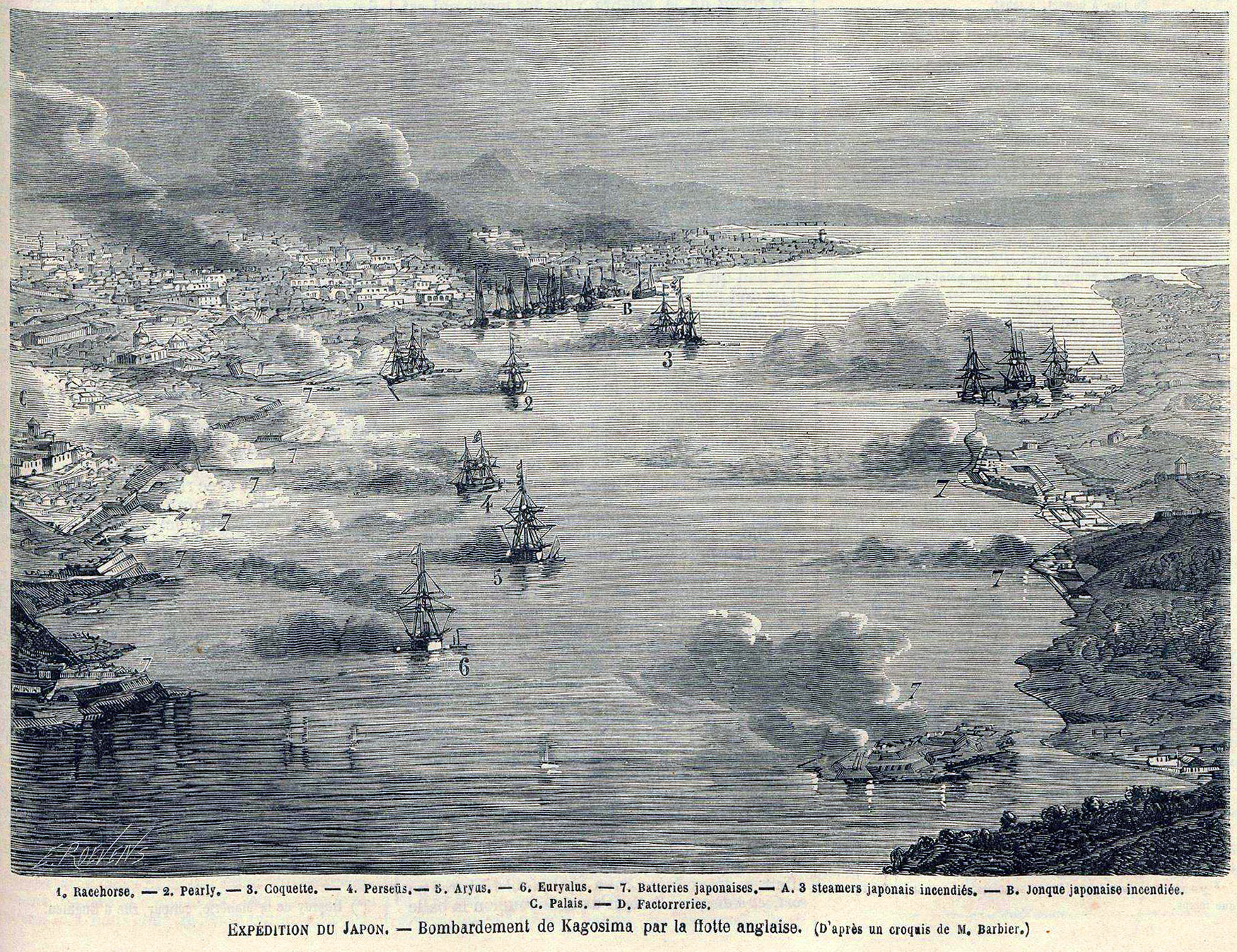
Imagen aérea del bombardeo de Kagoshima por la Armada Británica, 15 de agosto de 1863. Le Monde Illustré.

En agosto de 1863, tuvo lugar un bombardeo a Kagoshima, en venganza del supuesto Incidente de Namamugi y el asesinato del comerciante inglés Richardson. La Marina Real Británica bombardeó a la población de Kagoshima y destruyó algunos barcos. Satsuma de cualquier manera negoció después y pago unas 25,000 libras, y aunque no se entregó a los asesinos de Richardson, a cambio se obtuvo un acuerdo con Gran Bretaña para suplir de barcos de guerra a Satsuma. El conflicto vino a convertirse en el punto de inicio de una cercana relación entre Satsuma y los ingleses, que se convertirían en grandes aliados al sobrevenir la Guerra Boshin. Desde el inicio, la Provincia de Satsuma había estado generalmente a favor de la apertura de Japón a la modernización de occidente, aunque el incidente de Namamugi fue desafortunado, no fue característico de las políticas de Satsuma, y fue algo que más bien quedó marcado como un ejemplo del sentimiento antiextranjero sonnō jōi, como justificación de la muestra de superioridad occidental.

### Bombardeo aliado de Shimonoseki (septiembre de 1864)

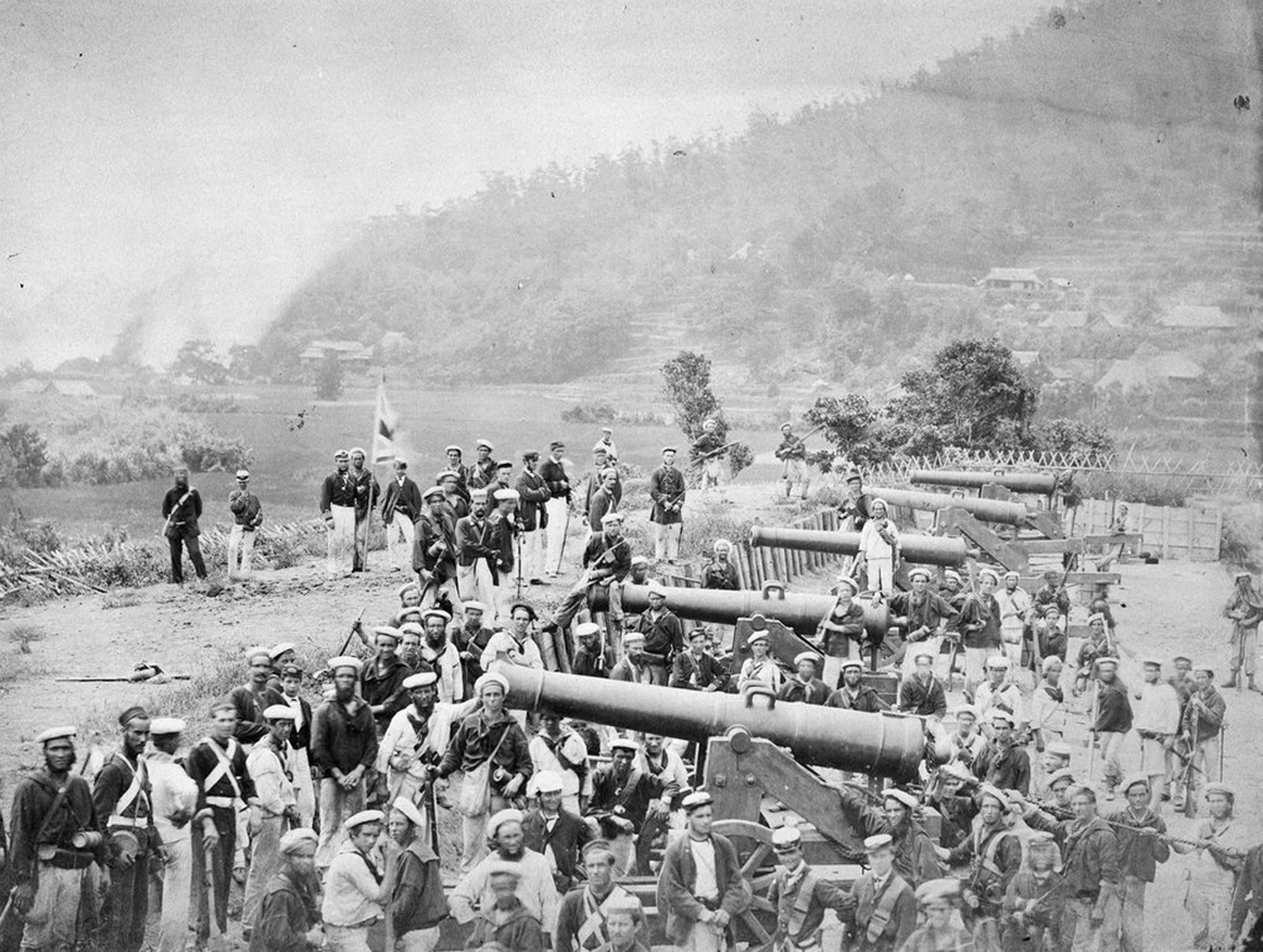
El Bombardeo de Shimonoseki, 1863-1864.

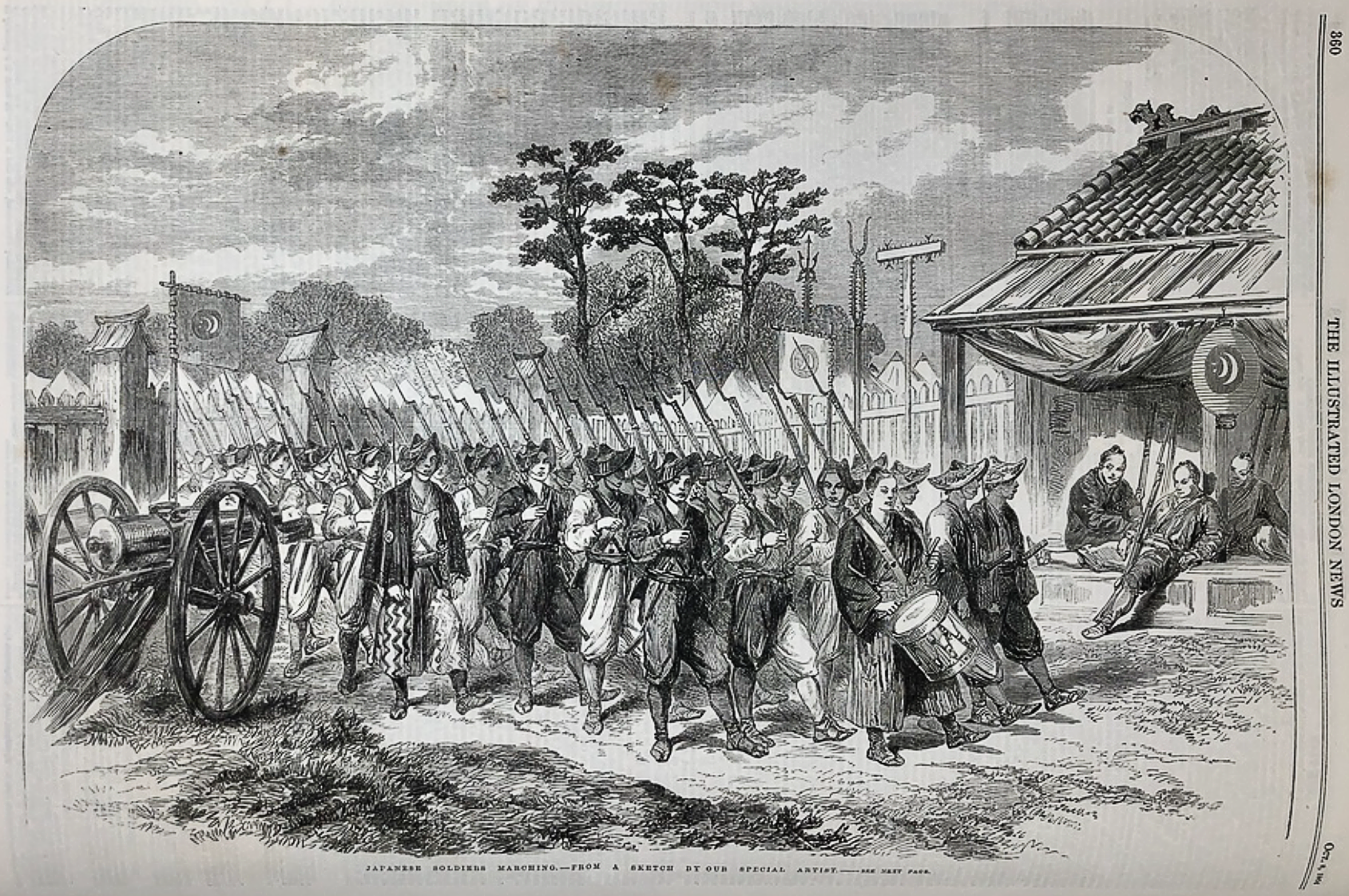
Tropas del Shogun en 1864. Illustrated London News.

Las naciones occidentales planearon una represalia conjunta en contra de la oposición japonesa con el bombardeo de Shimonoseki. La intervención aliada ocurrió en septiembre de 1864, combinando las fuerzas armadas de Gran Bretaña, los Países Bajos, Francia y los Estados Unidos, contra el poderoso daimio Mōri Takachika, del dominio Chōshū en Shimonoseki, Japón.

### Expedición naval de Hyōgo (noviembre de 1865)
Como el gobierno shogunal se había visto incapaz de pagar los $ 3 000 000 de dólares exigidos por los aliados como indemnización a causa de la intervención de Shimonoseki, las naciones extranjeras acordaron reducir la cantidad a cambio de la ratificación del tratado de Harris por el emperador, a bajar los aranceles aduaneros a un 5% uniforme y la apertura de los puertos de Hyōgo (Kōbe) y Osaka al comercio extranjero. Para presionar el cumplimiento de sus demandas de una forma más pacífica, un escuadrón de cuatro buques británicos, un neerlandés y tres buques de guerra franceses fueron enviados al puerto de Hyōgo en noviembre de 1865. Varias incursiones fueron realizadas por diversas fuerzas extranjeras, hasta que el Emperador finalmente en 1866 accedió a cambiar su posición en los tratados, permitiendo formalmente al shogunato mantener relaciones con las potencias extranjeras.
Estos conflictos llevaron a la conclusión por parte del bakufu de que una guerra directa con las naciones occidentales no era la solución para Japón. Como este continuaba sus esfuerzos de modernización, los daimios occidentales (especialmente Satsuma y Chōshū) también continuaron una intensiva labor de modernización para poder construir un Japón más fuerte y establecer un gobierno más legítimo bajo poder imperial.

## Renovación y modernización
Durante los últimos años del bakufu, se tomaron fuertes medidas para tratar de reafirmar su dominio, aunque su implicación con la modernización y las naciones extranjeras terminaron haciéndolo un blanco del sentimiento antioccidental a través del país.
Se enviaron a marinos estudiantes a las escuelas navales occidentales por varios años (lo que comenzó una tradición de futuros líderes extranjero-educados, tales como el Almirante Enomoto), se contrataron a ingenieros navales como el francés Léonce Verny para construir arsenales como el de Yokosuka y Nagasaki. Para el final del shogunato de Tokugawa en 1867, la marina de guerra japonesa poseía ya ocho buques de guerra a vapor de estilo occidental junto con el buque insignia, el "'Kaiyo Maru'", los cuales fueron utilizados contra las fuerzas pro-imperialistas durante la Guerra Boshin, bajo el comando del almirante Enomoto Takeaki. En 1867, una delegación militar francesa fue enviada a Japón para ayudar a modernizar los ejércitos del bakufu. Por su parte, Japón envió una delegación a participar en la Exposición Universal de París de 1867.
"Venerar al emperador como símbolo de la unidad, violencia de los extremistas y muertes labradas contra el bakufu, las autoridades y los extranjeros de Han". La venganza naval extranjera en la guerra Anglo-Satsuma al final condujo a otro tratado comercial concesionario en 1865, solamente que Yoshitomi no los podía hacer cumplir. El ejército del bakufu fue derrotado cuando fue enviado a resolver una disensión en el han (feudo), entre la Provincia de Satsuma y Chōshū en 1866. Finalmente, en 1867, el Emperador Kōmei murió y su segundo hijo, Mutsuhito, sería el nuevo Emperador Meiji (cargo que le fue concedido a los 15 años de edad).
La Princesa Imperial Kazu-no-Miya Chikako (和宮親子内親王) quien había sido entregada como esposa al Shogun Iemochi trató de mantener la paz incitando a las negociaciones, mas a la muerte del Shogun estas relaciones terminaron por completo y las formalidades de la alianza creada por el matrimonio se disolvieron, atrayendo a más miembros de la corte (que hasta entonces se oponían a la rebelión por honor a la unión) a unirse al movimiento de restauración Meiji lo que a agudizó aún más las presiones.
Tokugawa Yoshinobu se convirtió renuente en el jefe del clan y del shogunato Tokugawa que siguió a la muerte inesperada de Tokugawa Iemochi, a mediados de 1866. Este intentó reorganizar el gobierno debajo del Emperador mientras que preservaba el papel de la dirección Shogun, un sistema conocido como kōbu gattai. Temiendo al poderío cada vez mayor de los daimio de Satsuma y Chōshū, otro daimio fue llamado para devolver la energía política del Shogun al Emperador y a un consejo de daimios presididos por el Shogun anterior de Tokugawa. Con la inminente amenaza de una alianza Satsuma-Chōshū que pudiera llevar a la acción militar, Keiki renunció a parte de su autoridad para tratar de calmar las cosas, sin embargo esto sería en vano.

## Fin del Bakufu

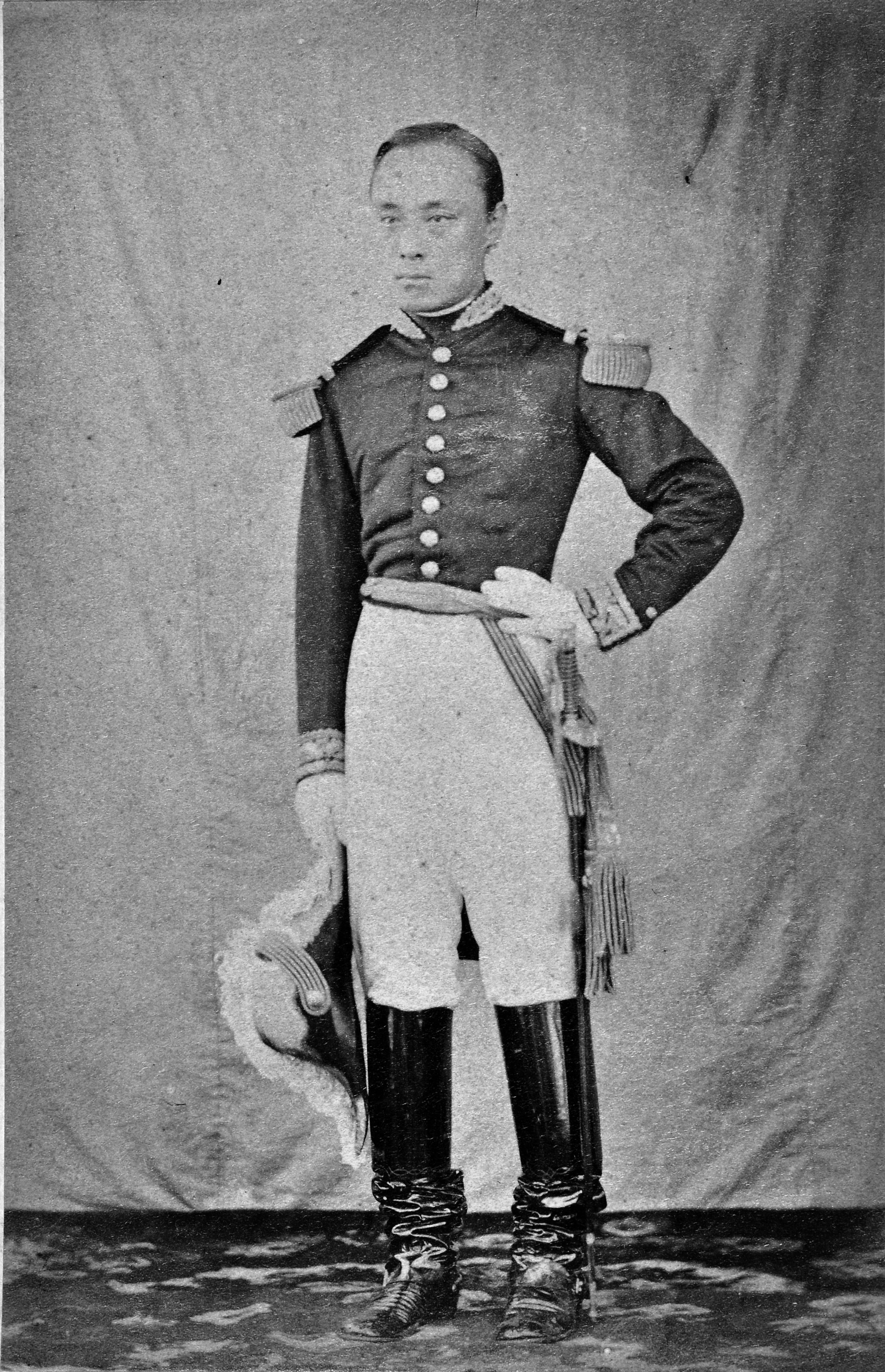
Tokugawa Yoshinobu, el último Shogun, en uniforme militar francés, c. 1867.

Después de que el Yoshinobu tratase de evitar el conflicto cada vez mayor, las fuerzas opositoras al Shogun instigaron a la agitación en las calles de Edo usando grupos de rōnin. Las fuerzas de Satsuma y de Chōshū entonces se movieron a Kioto, presionando a la Corte Imperial para tratar un edicto concluyente que acabase con el shogunato. Después de una conferencia entre los daimio, la Corte Imperial publicó un edicto, arrebatando el poder al Shogun en (1867). Los líderes radicales de los dominios de Satsuma, Chōshū, entre otros sin embargo se rebelaron, tomaron el Palacio Imperial y anunciaron su propia restauración el 3 de enero de 1868. Tokugawa Yoshinobu aceptó, retirándose de la Corte Imperial a Osaka al mismo tiempo que dimitió como Shogun.
Temiendo que la actuación de Yoshinobu fuera solo una maniobra para consolidar su poder, el conflicto continuó hasta culminar en una confrontación militar entre el clan Tokugawa y los dominios aliados de Satsuma, Tosa y Chōshū, en Fushimi y Toba. Con el vuelco de la batalla hacia las fuerzas opositoras al Shogun, Yoshinobu salió de Osaka hacia Edo, poniendo fin al poder del shogunato Tokugawa, el régimen que había gobernado Japón durante más de 250 años.
Tras la guerra Boshin (1868-1869), el bakufu fue abolido, y Yoshinobu degradado al rango de un daimio común. Aunque la resistencia continuó en el norte durante el año 1868 y las fuerzas navales del bakufu bajo el mando del almirante Enomoto Takeaki continuaron sosteniéndose por otros seis meses en Hokkaidō, donde fundaron la breve República de Ezo; este desafío terminaría con la batalla de Hakodate, después de casi un mes de lucha.